# Crown Mountain
Crown Mountain is een 474 meter hoge berg op het eiland Saint Thomas in de Amerikaanse Maagdeneilanden. Het is het hoogste punt van het land.
Er loopt een weg langs de berg en er staan zendmasten op de top waar hekken omheen staan. De berg leent zich niet voor beklimmingen. De Crown Mountain Road die langs de berg loopt, heeft panoramische uitzichten, en de weg heeft krappe haarspeldbochten.